# أويدي (قمر)
القمر أويدي (بالإنجليزية: Aoede)‏ المعروف أيضاً باسم المشتري الحادي والأربعون (بالإنجليزية: Jupiter XLI)‏ هو قمر طبيعي غير نظامي يتحرك بحركة تراجعية تابع لكوكب المشتري.
و ينتمي هذا القمر إلى مجموعة باسيفي المكونة جميعها من أقمار غير نظامية وتتحرك بحركة تراجعية دائرة حول المشتري على مسافة تتراوح بين 22.8 و 24.1 جيجامتر وزاوية ميلان تتراوح تقريباً بين 144.5° و 158.3°.

## اكتشافه
اكتشف هذا القمر فريق من علماء الفلك من جامعة هاواي بقيادة سكوت شيبارد في عام 2003 للميلاد، وتمت تسميته مؤقتاً بالاسم S/2003 J 7.

## التسمية
تمت تسمية القمر رسمياً في مارس عام 2005 م نسبة إلى أويدي التي يقال حسب الميثولوجيا الإغريقية أنها إحدى إلهات الإلهام و هي أيضاً ابنة زيوس من منيموزين.

## خصائصه
يدور هذا القمر حول كوكب المشتري على مسافة متوسطة تبلغ 23,044 ميغامتر في 714.657 يوماً، بزاوية ميل يبلغ قدرها 160° درجة في اتجاه (162° من خط الاستواء في المشتري) حسب مسير الشمس مع شذوذ مداري يبلغ قدره 0.4311.
و يبلغ قطر هذا القمر حوالي 4 كيلومترات.